# نبرد انوت
نبرد انوت نبردی در جبهه غربی جنگ جهانی دوم در جریان نبرد بلژیک بین نیروهای زرهی آلمانی و فرانسوی بود که از ۱۲ تا ۱۴ ماه مه سال ۱۹۴۰ در در انوت در بلژیک به وقوع پیوست. این نبرد بزرگ‌ترین نبرد زرهی تاریخ تا آن زمان به حساب می‌آمد.

## پیش‌زمینه
پس از آغاز نبرد فرانسه از روز دهم ماه مه سال ۱۹۴۰، سپاه ۱۶ موتوریزه ورماخت با دو لشکر سوم و چهارم زرهی در مجموع با بیش از ۶۰۰ تانک تا روز ۱۱ مه خود را به دو پل سالم بر روی کانال آلبرت رساند. با توجه به اختصاص یافتن تنها یکی از این پل‌ها به سپاه ۱۶ موتوریزه، در ابتدا لشکر چهارم زرهی از کانال گذر نمود و به طرف شکاف گمبلو پیش رفت. شکاف گمبلو ناحیه‌ای به عرض ۵۳ کیلومتر بود که به دلیل نداشتن اراضی طبیعی دفاعی به آلمانی‌ها اجازه می‌داد به راحتی وارد اراضی مرکزی بلژیک بشوند و کاملاً خط دفاعی متفقین در طول رود دیل را بشکافند.
به همین جهت ارتش یکم فرانسه شش لشکر از بهترین نیروهای خود را برای دفاع از این شکاف به‌کار گرفت. ژنرال بلانشار، فرمانده ارتش یکم فرانسه در این شرایط به سپاه سواره‌نظام ژنرال پریو با لشکرهای دوم و سوم مکانیزه سبک دستور داد ناحیه حائلی بین لشکرهای در حال استقرار مدافع شکاف و مهاجمان آلمانی ایجاد نماید. پریو موظف شد دست کم تا ۱۵ مه پیشروی نیروهای دشمن را به تأخیر بیندازد تا جایگیری لشکرهای پیاده‌نظام فرانسوی در دهانه شکاف تکمیل شود. پریو بدین منظور نیروهای خود را در خطی طولانی در تمامی خط مقدم سپاه به طول ۳۵ کیلومتر از تیِنن در شمال تا هوی در جنوب آرایش داد. این اقدام سبب باقی نمادن هیچ نیروی ذخیره‌ای برای او شد. لشکرهای تحت امر پریو ۲۳۹ تانک سبک و ۱۷۶ تانک متوسط یعنی در مجموع ۴۱۵ تانک در اختیار داشتند که همگی از نظر تسلیحات و زره بهتر تانک‌های آلمانی بودند.
تلفات و مشکلات فنی تعداد تانک‌های سپاه ۱۶ موتوریزه ورماخت را تا ۱۲ مه به ۶۲۳ تانک کاهش داده بود که تانک‌های ضعیف‌تر پنزر ۱ و پنزر ۲ ۴۸۶ دستگاه از آن را تشکیل می‌دادند. این سپاه در این زمان تنها ۸۲ تانک پنزر ۳ و ۵۰ تانک پنزر ۴ که می‌توانستند از عهده تانک‌های متوسط فرانسوی برآیند، در اختیار داشت. چنین حالتی برای سپاه ۱۶ موتوریزه از این رو رخ داده بود که این سپاه به گروه ارتش ب که مأموریت تهاجم ایذایی به بلژیک را بر عهده داشت، تعلق داشت. آلمانی‌ها بر مبنای تأکید طرح عملیاتی مورد زرد، تمرکر خود را بر گروه ارتش آ و گذر آن از جنگل‌های آردن نهاده و بیشتر تانک‌های پنزر ۳ و ۴ را به آن تعلق داده بودند.

## نبرد
اوایل روز ۱۲ مه طلایه‌داران لشکر سوم زرهی ورماخت در انوت با مرکز خط نیروهای پریو برخورد کردند. یگان‌های لشکر سوم مکانیزه سبک فرانسه با ۹۰ تانک متوسط و ۱۴۰ تانک سبک در این موضع قرار داشتند. پس از مقداری درگیری‌های پراکنده بین خودروهای زرهی و موتورسیکلت‌های طرفین، با فرا رسیدن بدنه اصلی لشکر چهارم زرهی ورماخت درگیری‌ها تشدید گشت. پهنه باز میدان نبرد کار را برای تانک‌های پنزر ۱ و ۲ آلمانی در مقابل تانک‌های دشمن که در پشت ناهمواری‌های طبیعی و ساختمان‌ها پناه گرفته بودند، سخت می‌کرد. این شرایط نیاز تانک‌های فرانسوی به تحرک را کاهش داده و موجب تقویت مزیت آن‌ها در زمینه زره و قدرت آتش شده بود. زره ۷ تا ۱۳ میلی‌متری نازک پنزر ۱ موجب نفوذ هر سلاح دشمن در آن می‌شد. بدین ترتیب تلاف بین تانک‌های آلمانی بالا بود. در طرف دیگر ناتوانی آلمانی‌ها در نفوذ در زره تانک‌های دشمن موجب آشفتگی آن‌ها می‌گشت. بدین ترتیب روز نخست نبرد با موفقیت فرانسوی‌ها به پایان رسید.
روز بعد، ۱۳ مه، هوپنر ضمن وارد کردن لشکر زرهی دیگر خود به میدان نبرد، با قرار دادن نقطه تمرکز بر مواضع لشکر سوم مکانیزه سبک فرانسه، خط مقدم دشمن را شکست و لشکر دوم مکانیزه را پشت سر گذاشت. با توجه به نبود هیچ نیروی ذخیره‌ای در پشت خط مقدم جهت مقابله با رخنه آلمانی‌ها، پریو وادار شد دستور به عقب‌نشینی یک تکه تمامی نیروهای خود به سمت شکاف گمبلو بدهد تا با نیروهایی که از پیش در آن‌جا مستقر بودند، خط مقدم ممتد را مجدداً ایجاد نماید.

## پیامدها
با وجود عقب نشستن مدافعان، تحلیل نهایی این نبرد دو روزه کفه ترازو را به سمت فرانسوی‌ها می‌کشد. در بعد تقابل تانک‌ها برآورد می‌شود فرانسوی‌ها ۱۰۵ تانک از جمله ۲۰ تانک متوسط از دست داده‌اند؛ درحالیکه این عدد برای آلمانی‌ها بالغ بر ۱۶۰ تانک بوده‌است. بیشتر تانک‌های سالم فرانسوی موفق شدند خود را به پشت خط دیل برسانند. به هر صورت پریو نیز توانست مقداری پیشروی دشمن را به تأخیر بیندازد.
از این نبرد با عنوان نخستین نبرد زرهی بین دو دکترین کاملاً متضاد در چگونگی به‌کارگیری تانک‌ها در میدان رزم یاد می‌شود.

## کتابشناسی
- Healy, Mark (2008).  Prigent, John (ed.). Panzerwaffe: The Campaigns in the West 1940. Vol. I. London: Ian Allan. ISBN 978-0-7110-3240-8.